# Автошлях E44
Європейський маршрут Е44 — європейський автомобільний маршрут від Гавра, Франція до Альсфельда, Німеччина.
Маршрут проходить із заходу на схід через  Францію, Люксембург і  Німеччину.

## Міста, через які проходить маршрут
- Франція: Гавр — Ам'єн — Сен-Кантен — Шарлевіль-Мезьєр — Лонгві —
- Люксембург:  Люксембург —
- Німеччина: Трір — Віттл — Кобленц — Вецлар — Гісен — Альсфельд

Е44 пов'язаний з маршрутами
|  | - E05 - E402 - E15 - E46 |  | - E25 - E421 - E29 - E422 |  | - E42 - E40 - E41 |

## Фотографії

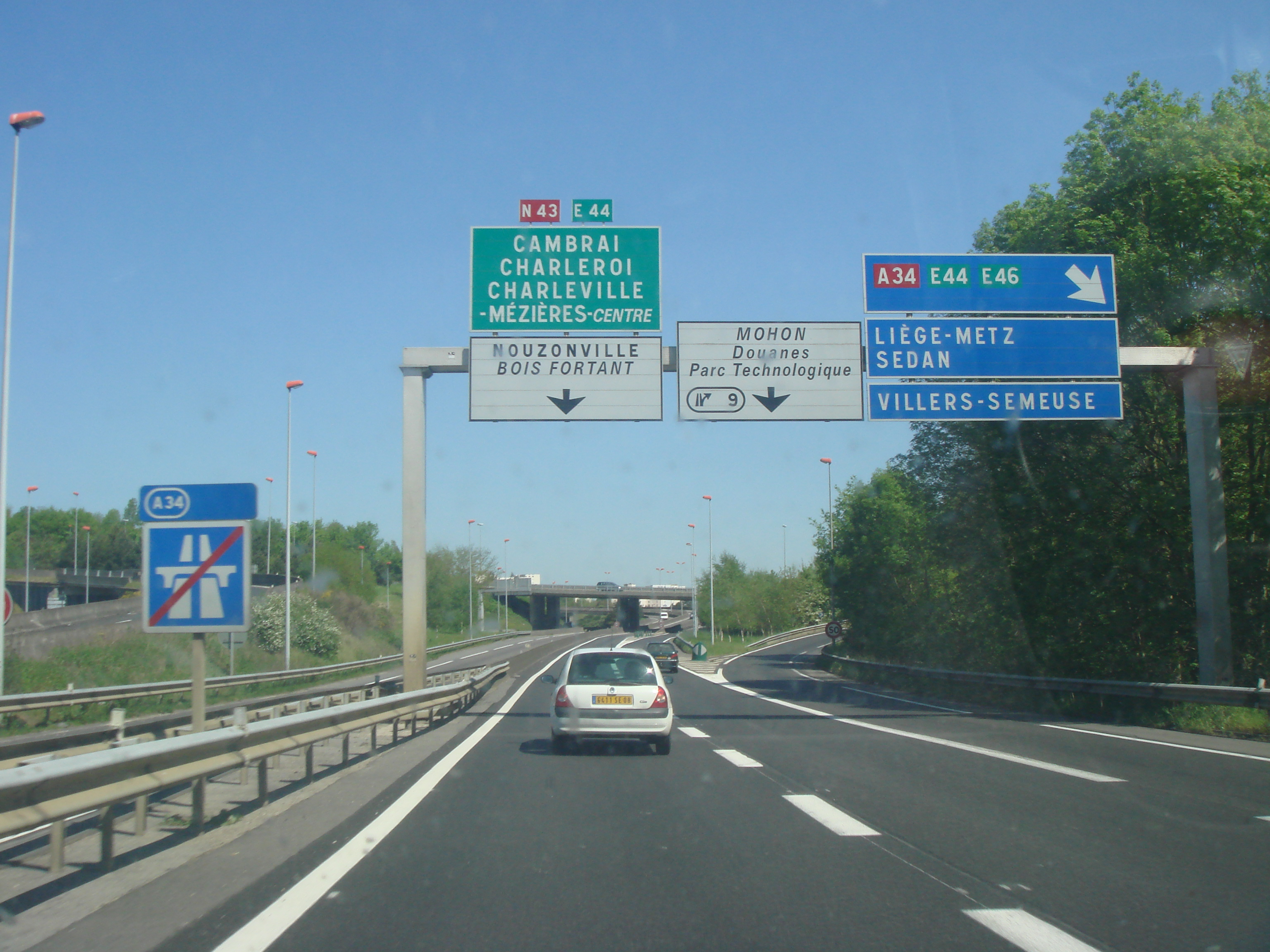
Е44 біля Шарлевіль-Мезьєр
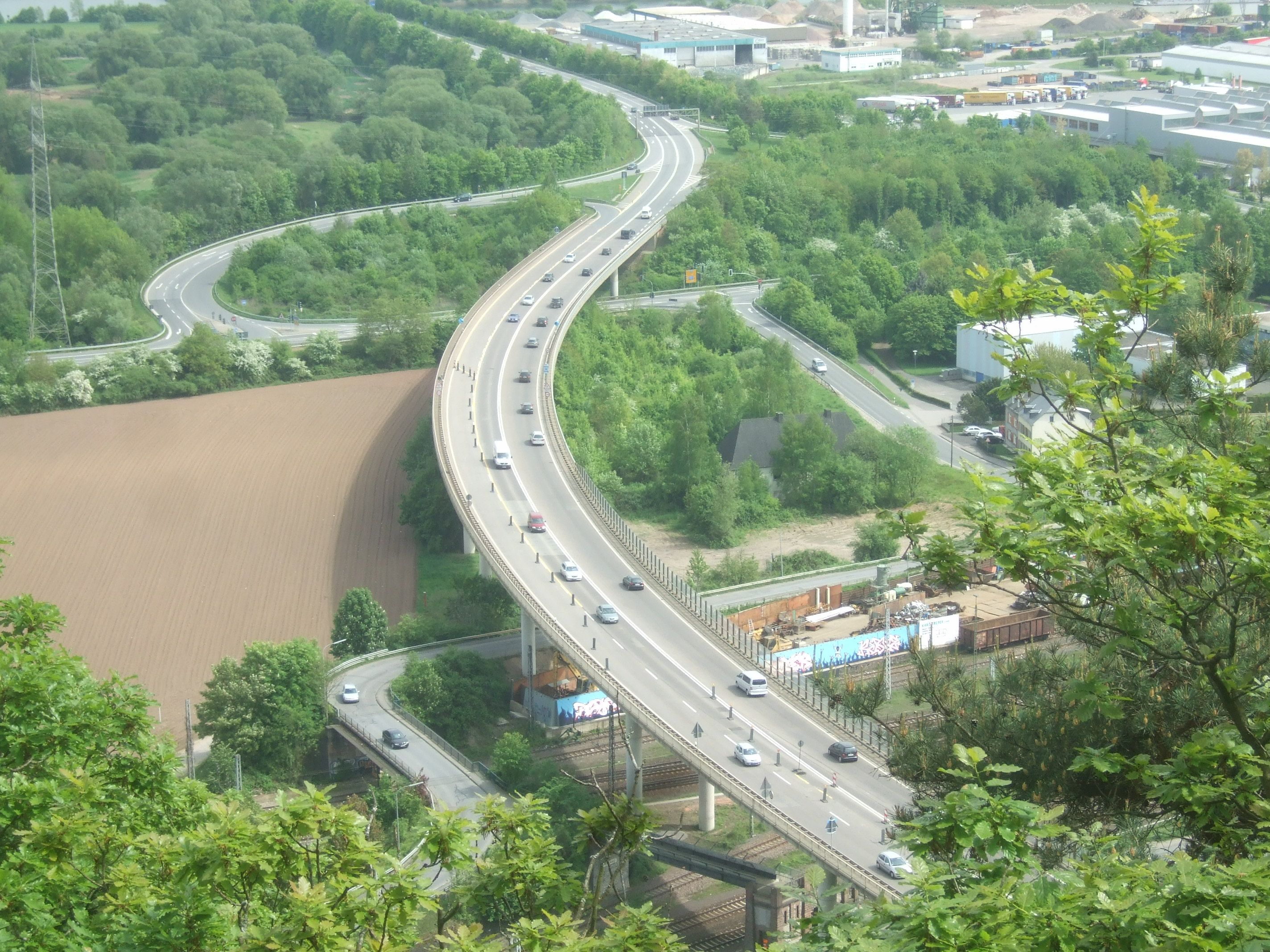
Е44 біля Тріра
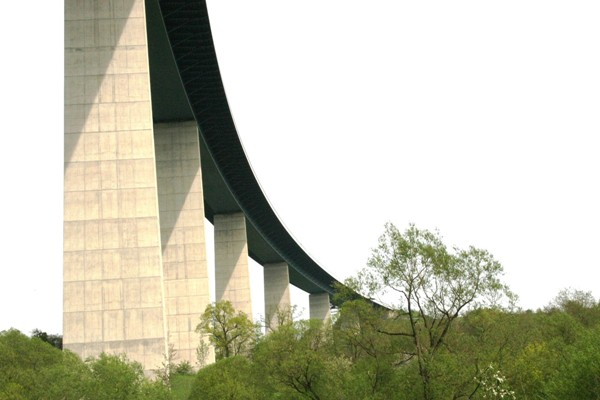
Міст в східній частині Люксембурга через річку Сюр